# بنو مهدی (یمن)
 بنو مهدی  روستایی است در ناحیهٔ (مسور)، از اعمال صنعا، در عزلهٔ (بیت المیعاف)، از توابع استان 

## جمعیت
جمعیت آن ۸۹۱ نفر (۱۹ خانوار) می‌باشد.